# 유용 (배우)
유용(1981년 3월 3일 ~ )은 대한민국의 배우이다.

## 출연작

### 드라마
- 《트리거》 (2025년, Disney+) - 위정우 역
- 《보이스 4》 (2021년, tvN)
- 《오! 삼광빌라!》 (2020년, KBS2) - 가짜 주만대 역
- 《비밀의 남자》 (2020년, KBS2) - 이혁재 형사 역
- 《부부의 세계》 (2020년, JTBC)
- 《검사내전》 (2019년, JTBC)
- 《유령을 잡아라》 (2019년, tvN)
- 《시크릿 부티크》 (2019년, SBS)
- 《봄밤》 (2019년, MBC)
- 《으라차차 와이키키 2》 (2019년, JTBC)
- 《나쁜 형사》 (2018년, MBC)
- 《밥 잘 사주는 예쁜 누나》 (2018년, JTBC)

### 연극
- 《끝까지 간다》
- 《자메이카 헬스클럽》
- 《보이첵》
- 《소년, 문턱에 서서》
- 《천사여, 고향을 보라》
- 《형제의 밤》
- 《쉬어매드니스》
- 《내가 가장 예뻤을 때》
- 《연애의 목적》
- 《삼봉이발소》
- 《꽃미남탕》
- 《천로역정》

### 광고
- Seezn
- 원티드
- 칭따오
- 맥스웰하우스 콜롬비아나 마스터
- 스텔라 아르투아
- KT 기가지니

### 영화
- 모범 택시 시즌2
- 경이로운 소문 시즌2

등...